# Maria Adelaide de Lima Cruz
Maria Adelaide de Lima Cruz (1908-1985) foi uma pintora, ilustradora, cenógrafa e figurinista portuguesa.

## Biografia / Obra

Figurino para Francis Graça na revista Feira da Luz, Teatro da Trindade, 1930; aguarela e guache sobre papel, 33,5 x 23,3 cm

Nasceu numa família de artistas, entre a pintura e a música. Ainda antes de completar 20 anos de idade foi chamada a colaborar com José Barbosa em Carapinhada (1928), uma revista muito inovadora onde deu alento luxuoso às montagens de Eva Stachino.
Trabalhou também como decoradora e figurinista para o bailado, ópera e comédia (autora, por exemplo, dos figurinos para a ópera D. João IV, Teatro Nacional de São Carlos, 1940; música de Ruy Coelho, sobre libereto de Silva Tavares).
O seu estilo inicial, cosmopolita, colorido e elegante, adaptou-se bem ao teatro de revista e atingiu o ponto mais alto na década de 1930, como ficou patente na apoteose das Praias da revista Arre Burro (1936), "onde mulheres que fumam se recortam um fundo de praia, sobre o qual está suspenso um chapéu de palha cheio de mulheres, todas muito sofisticadas, a que apenas Beatriz Costa dá um ar gaiato". Mais tarde "o seu traço tornou-se pesado, as suas cores maciças, os seus figurinos enormes e desajeitados".
"Estreada aos doze anos de idade como menina-prodígio, teve uma carreira irregular de ilustradora em estilizações mundanas e regionalistas imitando por vezes Barradas e Soares e ampliando-se em cenografias murais" como as que realizou para o antigo Casino do Estoril (1935) e para a Exposição do Mundo Português (1940).
Participou nas Exposições de Arte Moderna do S.P.N./S.N.I. e em Salões da Sociedade Nacional de Belas Artes (1ª Medalha de Desenho, 1944). Está representada em colecções públicas e privadas, nomeadamente no Museu do Chiado.